# Balázs Béla-díj
A Balázs Béla-díj a filmkészítőknek és televíziós alkotóknak adományozható legmagasabb állami szakmai kitüntetés, melyet a Minisztertanács alapított 1958-ban. Azok kaphatják meg, akik a mozgókép területén kiemelkedő alkotótevékenységet fejtettek ki, vagy kimagasló művészi és tudományos teljesítményt értek el. A díjat a mindenkori kultúráért felelős miniszter adományozza évente, március 15-én.

## A díj odaítélése
A miniszteri elismerés adományozását bárki kezdeményezheti – önmaga és közvetlen családtagja kivételével – három hónappal az esedékesség előtt. A jelölt szakmai portfólióját audiovizuális tartalom lejátszására alkalmas adathordozón is be kell nyújtani. A beérkezett kezdeményezéseket egy, a miniszter által felkért bizottság, a Magyar Művészeti Akadémia elnöke, valamint a miniszter által kijelölt személy értékeli és tesz javaslatot a díjazottakra. A díj adományozására javaslatot tevő bizottság tagjait a miniszter – az érintett szakmai szervezetek javaslatait mérlegelve – négy évre kéri fel.
Az idők folyamán a kiosztható díjak száma négy és tíz között változott. 2012 óta évente legfeljebb 4 fő részesíthető elismerésben.
A pénzjutalom összege az idő folyamán ugyancsak változott: kezdetben fix összegben határozták meg, amelyet időnként módosítottak. 2012-től a mértékét az illetményalaphoz kötötték. 2016-tól a díjjal járó pénzjutalom mértéke az illetményalap harmincszorosának megfelelő összeg.
A kitüntető elismeréssel pénzjutalom, az adományozást igazoló díszoklevél, valamint egy bronz plakett jár.

### Az érem
A bronz plakett kerek alakú, átmérője 80, vastagsága 8 milliméter, egyoldalas, Balázs Béla domború arcképét ábrázolja, és azon „BALÁZS BÉLA-DÍJ” felirat olvasható. Az emlékérem Ágh Fábián Sándor szobrászművész alkotása (1992).

## Története
A Balázs Béla-díjat eredetileg a Magyar Népköztársaság Minisztertanácsa alapította 1958-ban az 1038/1958. (X. 11.) Korm. határozattal, „a szocialista filmművészet fejlesztése terén elért eredmények” jutalmazására. Az elismerést a művelődési miniszter adta át minden évben április 4-e, „hazánk felszabadulása” alkalmából. Alkalmanként három fokozatot lehetett kiosztani: 1 db I. fokozatot, 10 000 forintos, 2 db II. fokozatot, egyenként 7000 forintos, valamint 3 db III. fokozatot, egyenként 5000 forintos jutalommal, azzal a megkötéssel, hogy a megadott pénzügyi kereten belül maradva az egyes fokozatok száma eltérhet. Így fordulhatott elő, hogy nem minden évben osztottak ki II., vagy III. fokozatot, annak összegét egy magasabb fokozat fedezetére fordították. 1977-ben megszüntették a fokozatokat.
A díjjal a jutalom mellett egy, az adományozást igazoló díszoklevél, valamint egy érem járt, amelyet Madarassy Walter készített. Az öntött bronz érem átmérője 80 mm volt, előlapján Balázs Béla jobb profilképe látható, hátoldalán pedig alul szalaggal összefogott babérkoszorúval övezett „BALÁZS BÉLA DÍJ” felirat olvasható. 1976-ig a felirat alatt a fokozat is szerepelt római számmal. Ezt az érmet váltotta fel 1992-ben a jelenleg is adományozott plakett, a 4/1992. (III. 6.) MKM rendelettel.

## A díjazottak listája évek szerint
| Balázs Béla-díjasok |                                                                     |
| 1950-es évek        | 1959                                                                |
| 1960-as évek        | 1960 • 1961 • 1962 • 1963 • 1964 • 1965 • 1966 • 1967 • 1968 • 1969 |
| 1970-es évek        | 1970 • 1971 • 1972 • 1973 • 1974 • 1975 • 1976 • 1977 • 1978 • 1979 |
| 1980-as évek        | 1980 • 1981 • 1982 • 1983 • 1984 • 1985 • 1986 • 1987 • 1988 • 1989 |
| 1990-es évek        | 1990 • 1991 • 1992 • 1993 • 1994 • 1995 • 1996 • 1997 • 1998 • 1999 |
| 2000-es évek        | 2000 • 2001 • 2002 • 2003 • 2004 • 2005 • 2006 • 2007 • 2008 • 2009 |
| 2010-es évek        | 2010 • 2011 • 2012 • 2013 • 2014 • 2015 • 2016 • 2017 • 2018 • 2019 |
| 2020-as évek        | 2020 • 2021 • 2022 • 2023 • 2024 • 2025                             |

## 1950-es évek
1959 
- I. fokozat
  - Makk Károly filmrendező, „sokoldalú művészi munkásságáért, különösen A 39-es dandár c. film rendezéséért.”
  - Pásztor István operatőr, „a kiemelkedő művészi munkájáért.”
- II. fokozat
  - Törőcsik Mari színésznő, „a Körhinta, a Vasvirág és az Édes Anna c. filmekben nyújtott kimagasló alakításaiért.”
- III. fokozat
  - Kis József szinkronrendező, „a Halhatatlan garnizon, a Szállnak a darvak és A félkegyelmű c filmek kitűnő szinkronizálásáért.”

## 1960-as évek
1960 
- I. fokozat
  - Szirtes Ádám színművész, „kimagasló filmművészeti alakításaiért.”
- II. fokozat
  - Hildebrand István operatőr, „a Harcban születtek és a Merénylet című filmek operatőri munkájáért.”
  - Szécsényi Ferenc filmoperatőr, „a Hannibál tanár úr, a Vasvirág és az Édes Anna c. filmek operatőri munkájáért.”
- III. fokozat
  - Knoll István filmriporter, „eddigi munkásságáért és az 1959-es szilveszteri híradó, valamint az Ezeregy éjszaka meséi című filmekért.”

1961 
- I. fokozat
  - Herskó János rendező, „a Vasvirág és a Két emelet boldogság című játékfilmek rendezésért, valamint a magyar filmművészet érdekében kifejtett eredményes munkájáért.” [8]
  - Macskássy Gyula rajzfilmrendező, „a magyar rajzfilmgyártás megteremtésében szerzett érdemeiért a Párbaj és A ceruza és a radír című rajzfilmek rendezéséért.”
  - Szemes Mihály, „rendezői munkásságáért különös tekintettel a Kölyök és az Alba Regia című filmek rendezéséért.”
- II. fokozat
  - Vancsa Lajos, „a magyar természettudományos filmek alkotásában végzett operatőri munkásságáért.”
- III. fokozat
  - Nem került kiosztásra

1962 
- I. fokozat
  - Kovács András filmrendező
- II. fokozat
  - Nem került kiosztásra
- III. fokozat
  - Fehéri Tamás operatőr, rendező
  - Somló Tamás operatőr

1963 
- I. fokozat
  - Révész György filmrendező
- II. fokozat
  - Herskó Anna kisfilmoperatőr [8]
  - Kolonits Ilona kisfilmrendező
  - Mihályfi Imre televíziós rendező
  - Purcel Miklós filmoperatőr
- III. fokozat
  - Csermák Tibor rajzfilmrendező
  - Czabarka György televíziós operatőr
  - Takács Gábor kisfilmrendező

1964
- I. fokozat
  - Herskó János filmrendező [8]
- II. fokozat
  - Csőke József rendező
  - Szabó Árpád operatőr
- III. fokozat
  - Bokor Péter rendező
  - Kerényi Zoltán filmvágó

1965

- I. fokozat
  - Kovács András filmrendező, a Nehéz emberek c. film rendezői munkájáért
  - Szécsényi Ferenc operatőr, filmoperatőri munkásságáért
- II. fokozat
  - Schuller Imre rövidfilmrendező és operatőr, hazánk természeti szépségeinek és értékeinek művészi ábrázolásáért
- III. fokozat
  - Arató János hangmérnök, művészi eredményeket jelentő hangmérnöki munkájáért
  - Sík Igor operatőr,  operatőri munkájáért
  - Szőnyi G. Sándor televíziós rendező
  - Várnai György rajzfilmtervező, a rajzfilmművészetben elért eredményeiért

1966
- I. fokozat
  - Jancsó Miklós filmrendező
  - Rényi Tamás filmrendező
- II. fokozat
  - Forgács Ottó operatőr
  - Kende Márta rendező
- III. fokozat
  - Bánk László filmrendező
  - Wiedermann Károly filmrendező

1967 
- I. fokozat
  - Szabó István filmrendező
- II. fokozat
  - Bara Margit színművész
  - Nepp József rajzfilmrendező
  - Préda Tibor filmrendező
- III. fokozat
  - Kézdi Lóránt díszlettervező
  - Zsombolyai János operatőr

1968
- I. fokozat
  - Sára Sándor rendező, operatőr
  - Somló Tamás operatőr
- II. fokozat
  - Bacsó Péter filmrendező
  - Bokor László rendező
  - Kósa Ferenc filmrendező
- III. fokozat
  - Dargay Attila rajzfilmrendező
  - György István rendező
  - Katkics Ilona rendező
  - Schóber Róbert operatőr

1969 
- I. fokozat
  - Gaál István filmrendező
- II. fokozat
  - Kálmán Kata fotóművész
  - Szemes Marianne filmrendező
  - Ifj. Tildy Zoltán fotóművész
  - Zolnay Pál filmrendező
- III. fokozat
  - Karall Luca filmdramaturg
  - Lestár János filmrendező
  - Mestyán Tibor televíziós operatőr
  - Pintér György hangmérnök

## 1970-es évek
1970 
- I. fokozat
  - Gink Károly fotóművész
  - Horváth Ádám, a Magyar Rádió és Televízió rendezője
  - Latinovits Zoltán színészművész, a Vígszínház tagja
  - Rév Miklós fotóművész
- II. fokozat
  - Csákány Márta szinkronrendező
  - Foky Ottó grafikus, bábtervező, bábfilmrendező
  - Palásthy György filmrendező
  - Szécsényi Ferencné filmvágó
  - Vas Judit filmrendező
- III. fokozat
  - Borsodi Ervin filmrendező
  - Fifilina József filmoperatőr
  - Hoffmann Vladimir filmoperatőr

1971 
- I. fokozat
  - Nemeskürty István filmesztéta
  - Németh József fotóművész
- II. fokozat
  - Bodrossy Félix filmoperatőr
  - Gyöngyössy Imre rendező
  - Papp Jenő fotóművész
  - Szabó Sipos Tamás rajzfilmrendező
  - Tóth János filmoperatőr
  - Zsigmondi Borbála, a Magyar Televízió rendezője
- III. fokozat
  - Romvári József díszlettervező
  - Schiffer Pál dokumnentumfilmrendező

1972 
- I. fokozat
  - Drégely László, a Magyar Rádió és Televízió díszlettervezője
  - Magyar József filmrendező, operatőr
  - Vámos László fotóművész
  - Zsombolyai János filmoperatőr
- II. fokozat
  - Gábor Pál filmrendező
  - Rédner Márta fotóművész
  - Sándor Pál filmrendező
- III. fokozat
  - Czigány Tamás filmrendező
  - Kígyós Sándor, a Magyar Rádió és Televízió rendezője
  - Mátay Lívia, a Magyar Rádió és Televízió díszlettervezője

1973 
- I. fokozat
  - Huszárik Zoltán filmrendező
  - Simó Sándor filmrendező
  - Szőnyi G. Sándor, a Magyar Televízió rendezője
- II. fokozat
  - Czeizing Lajos fotóművész
  - Féner Tamás fotóművész
  - Koza Dezső filmrendező-asszisztens
  - Szalóky József dramaturg
- III. fokozat
  - Bánki László rendező
  - Bíró Miklós, a Magyar Televízió operatőre
  - Bornyi Gyula, a Magyar Televízió operatőre
  - Zöldi István filmoperatőr

1974 
- I. fokozat
  - Esztergályos Károly, a Magyar Rádió és Televízió rendezője
  - Jankovics Marcell rajzfilmrendező
  - Szinetár Miklós a Magyar Rádió és Televízió főrendezője
- II. fokozat
  - Fejér Tamás filmrendező
  - Kocsis Sándor, a Magyar Rádió és Televízió operatőre
  - Kónya Kálmán fotóművész
  - Ragályi Elemér filmoperatőr
- III. fokozat
  - Glósz Róbert filmrendező
  - Halász Mihály operatőr
  - Mátray Mihály operatőr
  - Széplaky Gyula filmoperatőr
  - Vayer Tamás díszlettervező

1975 
- I. fokozat
  - Kende János filmoperatőr
  - Reisenbüchler Sándor rajzfilmrendező
- II. fokozat
  - Hajdufy Miklós, a Magyar Televízió Irodalmi és Drámai Főosztálya rendezője
  - Korniss Péter fotóművész
  - Köllő Miklós fődramaturg
- III. fokozat
  - Gémes József rajzfilmrendező
  - Keleti Éva fotóművész
  - Szurok János, a Magyar Televízió operatőre
  - Vas János szinkronrendező

1976 
- I. fokozat
  - Dömölky János, a Magyar Televízió Irodalmi és Drámai Főosztálya rendezője
  - Tóth János filmoperatőr
- II. fokozat
  - Dárday István rendezőasszisztens
  - Friedmann Endre fotóművész
  - Madaras József színművész
  - Mezei István, a Magyar Televízió Koordinációs Főosztálya operatőre
  - Molnár Edit fotóművész
- III. fokozat
  - Márkus Éva Kulcsár Istvánné szinkronfilmrendező
  - Murányi Istvánné Székely Éva filmrendező
  - Sárközy Endre trükkrajzoló

1977 
- Balla Demeter fotóművész
- Kálmán Éva dramaturg
- Koltai Lajos filmoperatőr
- Lukács Lóránt operatőr
- Mészáros Márta filmrendező
- Szász Péter filmrendező

1978 
- András Ferenc filmrendező
- Fehér György filmrendező
- Gyarmathy Lívia filmrendező
- Hemző Károly fotóművész
- Kelemen Ferenc filmrendező
- Lugossy László rendezőasszisztens
- Nemere László rendező
- Tóth A. Pál díszlettervező
- Tóth József fotóművész
- Vukán György zeneszerző

1979 
- Andor Tamás, a Magyar Filmgyártó Vállalat operatőre
- Bujtor István, a Magyar Filmgyártó Vállalat színművésze
- Dallos Szilvia Lestár Jánosné, a Pannónia Filmstúdió szinkron színművésze
- Karsai Lucia, a Magyar Televízió dramaturgja
- Nagygyörgy Sándor fotóművész
- Ráday Mihály, a Magyar Televízizó operatőre
- Róth Miklósné Révész Mária, a Pannónia Filmstúdió szinkron dramaturgja
- Rózsa János, a Magyar Filmgyártó Vállalat filmrendezője
- Szántó Erika, a Magyar Televízió dramaturgja
- Tiefbrunner László, a Magyar Filmgyártó Vállalat operatőr-rendezője
- Tóth István fotóművész

## 1980-as évek
1980

- Bednai Nándor, a Magyar Televízió rendezője
- Czipauer János, a Pannónia Filmstúdió filmvágója
- Deme Gábor dramaturg, a Magyar Televízió osztályvezető-helyettese
- Horling Róbert fotóművész,, a Magyar Távirati Iroda művészeti vezetője
- Kardos Ferenc, a Magyar Filmgyártó Vállalat filmrendezője
- Nagy József, a Magyar Televízió operatőre
- Neményi Ferenc, a Magyar Filmgyártó Vállalat operatőr-rendezője
- Pásztor Erzsi, a Magyar Filmgyártó Vállalat színművésze
- Vitézy László, a Magyar Filmgyártó Vállalat filmrendezője
- Wieber Marianna, a Magyar Televízió jelmeztervezője

1981 
- Benkő Imre fotóművész
- Butskó György operatőr
- Gere Mária fődramaturg
- Hárs Mihály filmrendező
- Horváth Z. Gergely rendező
- Jankura Péter operatőr
- Kardos István dramaturg
- Kézdi-Kovács Zsolt filmrendező
- Richly Zsolt rajzfilmrendező
- Vayer Tamás díszlettervező

1982 
- Balázsovits Lajos, a Magyar Filmgyártó Vállalat színművésze
- Bíró Zsuzsa, a Magyar Filmgyártó Vállalat dramaturgja
- Cserhalmi György, a Magyar Filmgyártó Vállalat színművésze
- Dévényi László, a Magyar Filmgyártó Vállalat filmrendezője
- Kovács Tamás fotóművész
- Márk Iván, a Magyar Televízió operatőre
- Rofusz Ferenc, a Pannónia Filmstúdió animátora
- Tímár István, a Magyar Filmgyártó Vállalat filmrendezője
- Vajda Béla, a Pannónia Filmstúdió filmrendezője
- Wessely Ferenc, a Pannónia Filmstúdió szinkronrendezője

1983 
- Banovich Tamás, a Magyar Filmgyártó Vállalat filmrendező-díszlettervezője
- Chrudinák Alajos, a Magyar Televízió főosztályvezető-helyettese
- Fejes László fotóművész
- Lakatos Iván, a Magyar Filmgyártó Vállalat operatőr-rendezője
- Lehel Judit, a Magyar Televízió rendeződramaturgja
- Lussa Vince fotóművész
- Luttor Mara, a Magyar Filmgyártó Vállalat Rendező Irodája helyettes vezetője
- Peller Károly, a Magyar Filmgyártó Vállalat hangmérnöke
- Tarr Béla, a Magyar Filmgyártó Vállalat rendezője
- Ternovszky Béla, a Pannónia Filmstúdió rajzfilmrendezője
- Vagyóczky Tibor operatőr
- Várkonyi Gábor, a Magyar Televízió rendezője

1984 
- Asztalos József, a Pannónia Filmstúdió dramaturgja
- Gerhardt Pál, a Magyar Televízió szinkronrendezője
- Kármentő Andrásné, a Magyar Filmgyártó Vállalat vágója
- Maár Gyula, a Magyar Filmgyártó Vállalat filmrendezője
- Macskássy Katalin, a Pannónia Filmstúdió rajzfilmrendezője
- Monori Lili, a Magyar Filmgyártó Vállalat színművésze
- Révész Tamás a Lapkiadó Vállalat Új Tükör Szerkesztősége fotóriportere
- Sas István, a Magyar Filmgyártó Vállalat reklámfilm-rendezője
- Szoboszlay Péter, a Pannónia Filmstúdió rajzfilmrendezője

1985 
- Békés József, a Magyar Televízió dramaturgja
- Bencze Ferenc színművész, a MAFILM filmszínésze
- Gazdag Gyula, a MAFILM filmrendezője
- Koltay Gábor, a MAFILM filmrendezője
- Marx József, a MAFILM stúdióvezetője
- Mihályfy Sándor, a Magyar Televízió filmrendezője
- Neumann László, a Magyar Televízió főoperatőre
- Novák Emil, a MAFILM operatőre
- Urbán Tamás, az Ifjúsági Magazin fotóriportere
- Varga Csaba,k a Pannónia Filmstúdió rajzfilmrendezője

1986 
- Böszörményi Géza, a MAFILM filmrendezője
- Drégelyné Witz Éva, a Magyar Televízió díszlettervezője
- Földessy Margit,  a Pannónia Filmstúdió filmszínésze
- Kardos Sándor, a MAFILM operatőre
- Létay Vera, a Filmvilág főszerkesztője
- Markovics Ferenc fotóművész, a MAFILM állófotósa
- Rák József, a MAFILM operatőre
- Róna Péter, a MAFILM filmrendezője
- Szabó Attila, a Magyar Televízió rendezője
- Szabó Szabolcs, a Pannónia Filmstúdió rajzfilmrendezője
- Szeredás András, a Pannónia Filmstúdió szinkrondramaturgja
- Szomjas György, a MAFILM filmrendezője

1987
- Bársony Péter, a Pannónia Filmvállalat hangmérnöke, „az animációs filmek művészi színvonalú hangosítási munkálataiért.”
- Bölcs István, a Magyar Rádió rovatvezetője, „több évtizedes filmpublicisztikai tevékenységéért.”
- Elek Judit, a Magyar Filmgyártó Vállalat filmrendezője, „míves gondossággal elkészített dokumentum- és játékfilmjeiért.”
- Erdőss Pál, a Magyar Filmgyártó Vállalat filmrendezője, „elemző mai tematikájú játék- és dokumentumfilmjeiért.”
- Gothár Péter filmrendező, a kaposvári Csiky Gergely Színház főrendezője, „játék- és televíziós filmjeiért.”
- Hazai György, a Magyar Szinkron és Video Vállalat szinkronrendezője, „kiváló szinkronizálási tevékenységéért.”
- Horváth Péter, a Lapkiadó Vállalat fotóriportere, „eddigi fotóművészeti tevékenységéért.”
- Kollányi Judit, a Magyar Filmgyártó Vállalat vágója, „a népszerű tudományos filmekben nyújtott kiemelkedő vágói teljesítményéért.”
- Mahrer Emil, a Magyar Televízió vezető rendezője, „a sportközvetítések és a sportfilmek készítése terén elért kiemelkedő tevékenységéért.”
- Pap Ferenc operatőr
- B. Révész László, a Magyar Televízió adásrendezője, „dokumentarista és ismeretterjesztő filmjeiért.”
- Szalai András, a Magyar Televízió operatőre, „igényes operatőri tevékenységéért.”

1988 
- Bachman Gábor, a Magyar Filmgyártó Vállalat díszlettervezője
- Baló György, a Magyar Televízió szerkesztő-riportere
- Gulyás Gyula, a Magyar Filmgyártó Vállalat rendezője
- Gulyás János,a Magyar Filmgyártó Vállalat rendező-operatőre
- Jancsó Miklós, a Magyar Filmgyártó Vállalat operatőre
- Málnay Levente, a Magyar Televízió rendezője
- Schéry András, a Magyar Szinkron és Video Vállalat dramaturgja
- Szabóky Zsolt fotóművész
- Szobolits Béla, a Magyar Mozi és Videofilmgyár rendezője
- Xantus János, a Magyar Filmgyártó Vállalat rendezője
- Vajda István, a Magyar Szinkron és Video Vállalat rendezője

1989 
- Bereményi Géza filmrendező
- Ember Judit, a Magyar Filmgyártó Vállalat filmrendezője
- Gárdos Péter, a Magyar Filmgyártó Vállalat filmrendezője
- Grunwalsky Ferenc, a Magyar Filmgyártó Vállalat rendező-operatőre
- Jeles András filmrendező (nem fogadta el)[9]
- Sipos István, a Magyar Filmgyártó Vállalat rendező-operatőre
- Szabó Gábor operatőr
- Tímár Péter filmrendező
- Török László fotóművész
- Zádori Ferenc, a Magyar Televízió operatőre

## 1990-es évek
1990 
- Bikácsy Gergely filmkritikus, a Filmvilág című lap rovatvezetője
- Born Ádám, a Magyar Televízió vezető rendezője
- Dobai Péter, a Magyar Filmgyártó Vállalat József Attila-díjas dramaturgja
- Duló Károly, a Magyar Mozi- és Videófilmgyár rendezője
- Fék György,  a Magyar Filmgyártó Vállalat hangmérnöke
- Horváth Mária, a Pannónia Film Vállalat rendezője
- Illés János, a Magyar Televízió operatőre
- Kerekes Gábor, a Képes 7 szerkesztősége fotóriportere
- Kovács György, a Magyar Filmgyártó Vállalat hangmérnöke
- Máthé Tibor, a Magyar Filmgyártó Vállalat operatőre
- Molnár György, a Magyar Televízió rendezője
- Schulze Éva, a Magyar Televízió dramaturgja
- Várszegi Károly, a Magyar Televízió operatőre
- Zákányi Balázs, a Magyar Szinkron- és Videovállalat rendezője

1991 
- Balogh Zsolt a Magyar Televízió rendezője
- Bojár Sándor fotóművész
- Enyedi Ildikó a Magyar Filmgyártó Vállalat rendezője
- Hertzka Györgyné vágó, a Magyar Televízió főmunkatársa
- Kormos Ildikó, a Magyar Mozi- és Videofilmgyár rendezője
- Orosz István, a Pannónia Film Vállalat animációsfilm-rendezője
- Prekop Gabriella műfordító, a Magyar Televízió dramaturgja
- Réti János, a Magyar Filmgyártó Vállalat hangmérnöke
- Vékás Péter operatőr, a Magyar Mozi- és Videófilmgyár rendezője
- Zsugán István, a Filmvilág munkatársa

1992 
- Báron György filmesztéta, kritikus, a Magyar Rádió munkatársa
- B. Farkas Tamás, a Magyar Televízió rendezője
- Erdély Miklós filmrendező (posztumusz)[10]
- Hegedűs László, a Magyar Televízió hangmérnökének
- Jeles András filmrendező
- Kovács Attila díszlettervező
- Kulics Ágnes, a Magyar Mozi- és Videófilmgyár vágója
- Medvigy Gábor, a Magyar Filmgyártó Vállalat operatőre
- Szilágyi Varga Zoltán, a Kecskeméti Animációs Filmstúdió rendezője, tervező
- Szőllősy Andrásné, a Színház és Filmművészeti Főiskola egyetemi tanára

1993 
- Árvai Jolán, a Magyar Televízió Fiatal Művészek Stúdiója vezetője
- Balog Gábor, a Magyar Filmgyártó Vállalat operatőre
- Endrényi Egon  állófotós, az Interpress Service ügyvezetője
- Felvidéki Judit, a Magyar Televízió Rendezői Alkotói Irodája rendezője
- Czipauerné Hap Magda, a Pannónia Film Vállalat filmvágója
- Király Jenő filmesztéta, az ELTE Közművelődési Tanszéke oktatója
- A Magyar Film Múltja és Jövője Alapítvány[11] alapítói (Gyürey Vera, Beke Éva, Benyó Miklós)
- Mester József, a Magyar Mozi- és Videófilmgyár rendezője
- Rigó Mária, a Magyar Filmgyártó Vállalat vágója
- Szőke András, a Magyar Filmgyártó Vállalat rendezője
- (Vass Éva színművész)[forrás?] [12]

1994 
- Bacsó Zoltán, a Pannónia Film Vállalat animációs operatőre
- Benedek Katalin, a Magyar Televízió dramaturg-szerkesztője
- Bócz Mara, a Magyar Televízió maszkmestere
- Buglya Sándor, a Magyar Mozi- és Videófilmgyár Fórum Film Alapítványa rendező operatőre
- Erdélyi Gábor hangmérnök, a Színház- és Filmművészeti Főiskola egyetemi adjunktusa
- A Videóvilág című televíziós műsorsorozat alkotói [13]
- Juhász Anna, a Videovox Stúdió szinkronrendezője
- Kopper Judit dramaturg [14]
- Palotai Éva, a Magyar Televízió vágója
- Sopsits Árpád, a Hunnia Filmstúdió filmrendezője
- Szabó Ildikó filmrendező

1995 
- Almási Tamás filmrendező
- Bajusz József gyártásvezető
- Bíró Yvette, filmesztéta
- Deák Krisztina filmrendező
- Gurbán Miklós, a Magyar Televízió operatőre
- Kende Tamás filmfotós
- Pásztory Ottilia maszkmester
- Sas Tamás operatőr, filmrendező, forgatókönyvíró
- Szász János filmrendező
- Zentai János, a Magyar Televízió hangmérnöke

1996 
- Balázs József József Attila-díjas író, dramaturg
- Inkey Alice,[15] filmfotós
- Kornis Anna, vágó
- Kremsier Edit, a Magyar Televízió kiemelt szerkesztője
- Radó Gyula, a Magyar Televízió rendezője
- Sós Mária, a Magyar Televízió rendezője
- Szekulesz Judit, a Magyar Televízió kiemelt jelmeztervezője
- Szilágyi Virgil, a Magyar Televízió operatőre
- Varga György, a Pannóniafilm Kft. operatőre
- Zentay László, a Magyar Televízió operatőre

1997 
- Alexander Belenykij rendező
- Bognár Gyula, a Videovox Stúdió Kft. hangmérnöke
- Csillag Ádám filmrendező
- Czeilik Mária, a Magyar Televízió kiemelt vágója
- El Eini Sonia, a Magyar Televízió rendezője
- Fekete Ibolya, a Hunnia Filmstúdió rendezője
- Gózon Francisco operatőr
- Gyertyán Ervin filmkritikus, József Attila-díjas író
- Marosi Gyula, a Magyar Televízió dramaturgja, József Attila-díjas író
- Szalay Edit, a Pannóniafilm Kft. animátora

1998 
- Bánki Iván film- és televíziórendező
- Csákány Zsuzsa vágó
- Forgács Péter rendező
- Fülöp Géza fénymegadó
- Haraszti Zsolt operatőr
- Janisch Attila filmrendező
- Kende Júlia vágó
- Szalai Györgyi filmrendező
- Szirtes András filmrendező
- Vámosi András hangmérnök

1999 
- Dér András filmrendező, operatőr
- Eszlári Beáta, a Magyar Televízió kiemelt vágója
- Frigyes Katalin szinkronszövegíró, dramaturg
- Kiss Júlia filmfotós
- Losonczi Ágnes, az MTA Szociológiai Kutató Intézet szociológusa
- Lugossy István operatőr, rendező
- Molnár Miklós operatőr
- Pataki Éva forgatókönyvíró, rendező
- Schubert Gusztáv, a Filmvilág szerkesztője kritikusa
- Tóth Pál, animációs tervező, rendező

## 2000-es évek
2000 
- Baranyi István operatőr
- Dénes Gábor, a DEGA Filmstúdió filmrendező-operatőre
- Mihályfy László, az Art-Film-Galery Bt. filmrendező-operatőre
- B. Müller Magda, a Magyar Filmtörténeti Fotógyüjtemény filmfotós gyűjteményvezetője
- Pacskovszky József filmrendező
- Paulus Alajos filmrendező
- Sellő Hajnal vágó, a Színház- és Filmművészeti Főiskola egyetemi adjunktusa
- Sipos András, a Duna Televízió filmrendezője
- Szilágyi Gábor fotó- és filmtörténész, a Magyar Filmintézet tudományos igazgatója
- Tölgyesi Ágnes filmrendező

2001 
- Bollók Csaba filmrendező
- Can Togay filmrendező
- Gödrös Frigyes filmrendező
- Haeseler Ernő, a Duna Televízió operatőr producere
- Kisfaludy András rendező
- Koncz Gabriella vágó
- Mányainé Csík Márta, a Pannóniafilm Kft. háttértervezője
- Nagy András operatőr
- Salamon András író, a Hunnia Filmstúdió Kft. filmrendezője
- Székely Orsolya filmrendező

2002 
- Csukás Sándor operatőr
- Deimanik Tamásné, a Kodak Cinelab Hungary fénymegadója
- Kabdebó Katalin, a Duna Televízió filmvágója
- Klöpfler Tibor operatőr-rendező
- Kóródy Ildikó forgatókönyvíró, a Mandarin Film Kft. producere
- Mohi Sándor operatőr
- Nemescsói Tamás operatőr
- Sára Ágnes, a Hunyadvár Bt. dramaturg-fordítója
- Siklósi Szilveszter rendező
- Tényi István rendező

2003 
- B. Marton Frigyes filmoperatőr
- Dettre Gábor filmrendező
- Kamondi Zoltán rendező
- Kiss Beáta szinkronrendező
- Mundruczó Kornél filmrendező, a Filmművészeti Egyetem hallgatója
- Oláh Gábor filmrendező
- Óvári Lajos filmgyártásvezető
- Szaladják István filmrendező, játékfilm-operatőr
- Takács Vera, a Magyar Televízió Rt. vezető szerkesztője

2004 
- Bélafalvy Balázs operatőr, a Színház- és Filmművészeti Egyetem tanára
- Ferenczi Gábor filmrendező
- Incze Ágnes filmrendező
- Kis Klára rendező
- Koltay Beáta a Magyar Televízió szerkesztő-rendezője
- Márkus Tamás, a Mafilm Audió Kft. hangmérnöke
- Mertz Loránd operatőr
- Papp Gábor Zsigmond filmrendező
- Szita Miklós producer, ügyvezető igazgató
- Zalán Vince filmkritikus

2005 
- Böszörményi Zsuzsa filmrendező
- Dévényi Rita díszlet- és jelmeztervező
- Dobos Éva szinkrondramaturg, műfordító
- Durst György, a Duna Televízió producere
- Keresztes Dóra animációsfilm-rendező, grafikusművész
- Krajcsovits István a Magyar Televízió hangmérnöke
- Miklós Mari vágó
- Muhi András, az Inforg Stúdió producere
- Pados Gyula operatőr
- Tóth Zsuzsa forgatókönyvíró, dramaturg

2006 
- Csaplár Vilmos forgatókönyvíró
- Farkas Éva vágó
- Gulyás Buda operatőr
- Hirsch Tibor filmkritikus, filmesztéta
- Kőporosy János hangmérnök
- M. Tóth Éva, a Magyar Rajzfilm Produkciós Iroda animációs filmrendezője
- Nyerges András Imre hangmérnök
- Pohárnok Gergely operatőr
- Vészi János filmrendező
- Zsigmond Dezső filmrendező

2007 
- Gelencsér Gábor filmkritikus, filmelméleti szakember
- Hajdu Szabolcs filmrendező
- Kurucz Sándor operatőr
- Losonczi Teréz vágó
- Moldoványi Judit vágó-rendező
- Molnár Anna dramaturg
- Nagy Lajos animációs filmrendező, grafikusművész
- Pálfi György filmrendező
- Regéczy Ida laboratóriumi fénymegadó
- Szatmári Péter operatőr

2008 
- Fliegauf Benedek filmrendező
- Garami Gábor filmproducer
- Hartai László filmrendező, operatőr
- Kocsis Tibor filmrendező, operatőr
- Mikulás Ferenc producer, stúdióvezető
- M. Tóth Géza animációsfilm-rendező
- Török Ferenc filmrendező
- Varga Ágota dokumentumfilm-rendező
- Vecsernyés János operatőr, rendező
- Vincze László kulturális és finanszírozási menedzser

2009 
- Babiczky László Károly filmrendező
- Balázs Gábor hangmérnök
- Erdélyi János filmrendező
- Forgách András forgatókönyvíró, dramaturg
- Garas Dániel operatőr
- Hegedűs 2 László animációs filmrendező
- Herendi Gábor filmrendező
- Hranitzky Ágnes vágó
- Ifj. Kollányi Ágoston filmrendező
- Miskolczi Péter producer

## 2010-es évek
2010 
- Bodrossy János, operatőr
- Császár Ferenc, hangmérnök
- Dobray György, rendező
- Domokos János, rendező
- Gauder Áron, animációsfilm-rendező
- Dr. Kelecsényi László, filmtörténész, dramaturg, író
- Dr. Kékesi Attila, filmrendező-operatőr
- Litauszki János, rendező
- Pálos György, filmrendező-operatőr
- Szekeres Dénes, producer

2011
- Kocsis Ágnes, filmrendező
- Kovács Gábor és Pataki Ágnes producerek (Filmpartners Kft.)
- Pataricza Eszter, szinkrondramaturg, fordító
- Siflis Zoltán, rendező
- Seregi László, operatőr
- Szalai Károly, vágó
- Szalay Péter, rendező
- Tóth Zsolt, operatőr
- Ulrich Gábor, képzőművész, animációsfilm-rendező
- Zányi Tamás, hangmérnök, sound designer

2012
- Divinyi Réka, forgatókönyvíró
- Fillenz Ádám, operatőr
- Goda Krisztina, rendező
- Kálomista Gábor, producer
- Markert Károly, operatőr
- Mészáros Péter, filmrendező
- Vészits Andrea, dramaturg
- Petrányi Viktória, producer
- Péterffy András, rendező
- Sós Ágnes, rendező

2013
- Lovasi Zoltán, operatőr
- Lemhényi Réka, vágó
- Pethő Zsolt, zeneszerző
- Olasz Ferenc, filmrendező

2014
- Csáki László, dokumentum- és animációsfilm-rendező, egyetemi tanársegéd
- Hartyándi Jenő, rendező, operatőr, fesztiváligazgató
- Mispál Attila, rendező, vizuális műhelyvezető
- Kőszegi Edit, filmrendező, dramaturg

2015 
- Czakó Judit, filmvágó
- Kabay Barna, rendező, producer
- Köbli Norbert, forgatókönyvíró
- Petényi Katalin, forgatókönyvíró, rendező, vágó

2016 
- Hollós László, rendező, forgatókönyvíró, szerkesztő
- Juhász Róbert, hangmérnök
- Mátyássy Áron, rendező, forgatókönyvíró
- Szederkényi Miklós, producer, gyártásvezető

2017 
- Balajthy László, animátor
- Deák Kristóf, filmrendező
- Mosonyi Szabolcs, filmrendező
- Szász Attila, filmrendező

2018 
- Domonyi Rita dramaturg, a Moholy-Nagy Művészeti Egyetem mesteroktatója
- Fazekas Lajos filmrendező, operatőr
- Lajos Tamás operatőr, producer, a Service Film Positive Kft. ügyvezetője
- Tasnádi István forgatókönyvíró, rendező

2019 
- Babos Tamás operatőr
- Gyöngyössy Bence filmrendező, operatőr, író, producer
- Moharos Attila filmrendező
- Nádorfi Lajos operatőr
- Pozsgai Zsolt író, rendező, a Horatio Film ügyvezetője
- Stőhr Lóránt filmkritikus, a Színház- és Filmművészeti Egyetem egyetemi docense
- Tóth Klára filmkritikus, publicista, az MMA levelező tagja
- Zalán János producer, színművész, a Pesti Magyar Színház igazgatója

## 2020-as évek
2020 
- Bergendy Péter rendező
- Dézsy Zoltán filmrendező
- Tuba Mariann filmvágó, vezető szerkesztő
- Varsányi Ferenc filmrendező, az MMA nem akadémikus tagja részére

2021 
- Hábermann Jenő filmproducer
- Hargittai László vágó
- Vécsy Vera filmgyártásvezető
- Sára Balázs operatőr

2022 
- Forgács Erzsébet vezető maszkmester, a volt MAFILM alkalmazottja,
- Füredi Vilmos producer, a Voxtrade Zrt. vezérigazgatója,
- Helmeczy Dorottya, a Megafilm Kft. filmproducere,
- Sipos József, a PCN Film Produkció rendező-producere,

2023 
- Kosaras Mihály animátor, mozdulattervező, az Advertisz Reklám Kft. animációs animátora,
- Lőcsei Gabriella filmkritikus, blogger, esztéta, a Magyar Nemzet volt munkatársa,
- Dr. Nagy Endre Árpád, a B&Line Kft. producere, a Magyar Producerek Szövetségének elnöke,
- Sasvári Lajos operatőr, a Magyar Televízió volt munkatársa részére.

2024 
- Bereczki Csaba filmrendező, producer, a Nemzeti Filmintézet nemzetközi és értékesítési igazgatója;
- Kriskó László rendező;
- Ordódy György filmrendező;
- Tomasevics Zorka szinkronrendező.

2025 
- Gerebics Sándor filmrendező, producer;
- dr. Kollarik Tamás producer, gyártásvezető, forgatókönyvíró, szerkesztő, a Moholy-Nagy Művészeti Egyetem egyetemi docense;
- Maticska Zsolt látványtervező;
- Romwalter Béla Richy fővilágosító, a Sparks Kft. ügyvezető igazgatója.